# Massacre de Rumbula
 (mars 2021).

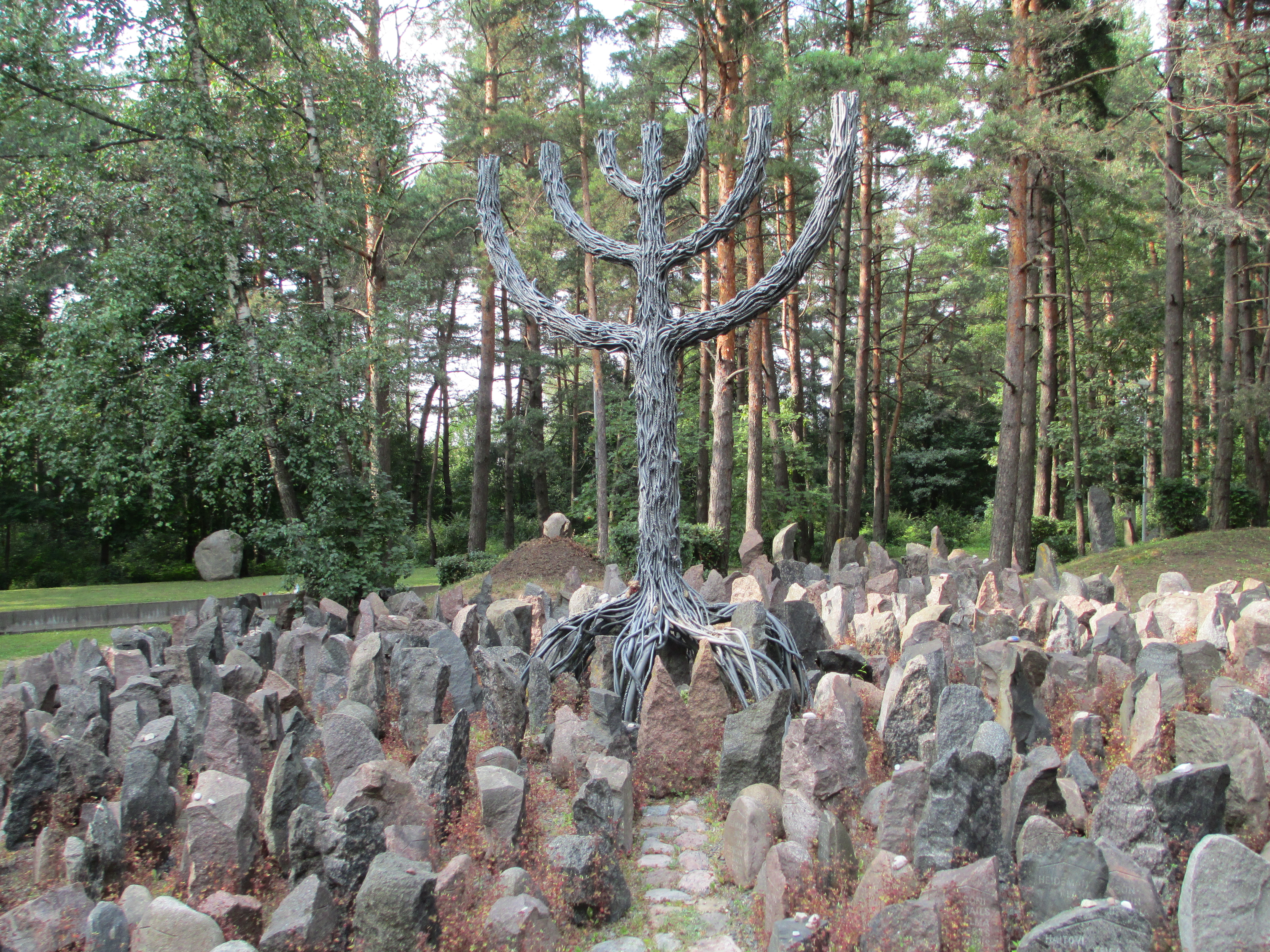
Aspect du monument commémoratif dévoilé dans la forêt en novembre 2002.

Le massacre de Rumbula désigne des tueries de masse survenues deux jours non consécutifs — le 30 novembre 1941 et 8 décembre 1941 — au cours desquels environ 25 000 Juifs sont assassinés sur la route et à l'intérieur de la forêt de Rumbula près de Riga, en Lettonie, pendant la Seconde Guerre mondiale.
À l'exception du massacre de Babi Yar en Ukraine, il s'agit de la plus grande atrocité sur deux jours de l'Holocauste jusqu'à la mise en service des camps d'extermination nazis. Environ 24 000 des victimes sont des Juifs lettons du ghetto de Riga et environ 1 000 Juifs allemands déportés par train.
Le massacre de Rumbula a été mené par l'Einsatzgruppe A avec l'aide de collaborateurs locaux du Sonderkommando Arājs et le soutien d'autres auxiliaires lettons. Le Höhere SS- und Polizeiführer (HSSPf) Friedrich Jeckeln est chargé de l'opération. Il a précédemment encadré des massacres similaires en Ukraine. Rudolf Lange, qui a par la suite participé à la Conférence de Wannsee, a également participé à l'organisation du massacre.
Le massacre de Rumbula, ainsi que des tueries similaires, sont la base du procès des Einsatzgruppen d'après-guerre où un certain nombre de commandants d'Einsatzgruppen sont reconnus coupables de crimes contre l'humanité.
Un mémorial a été érigé.